# Kosacksamfälligheter i Ryska federationen

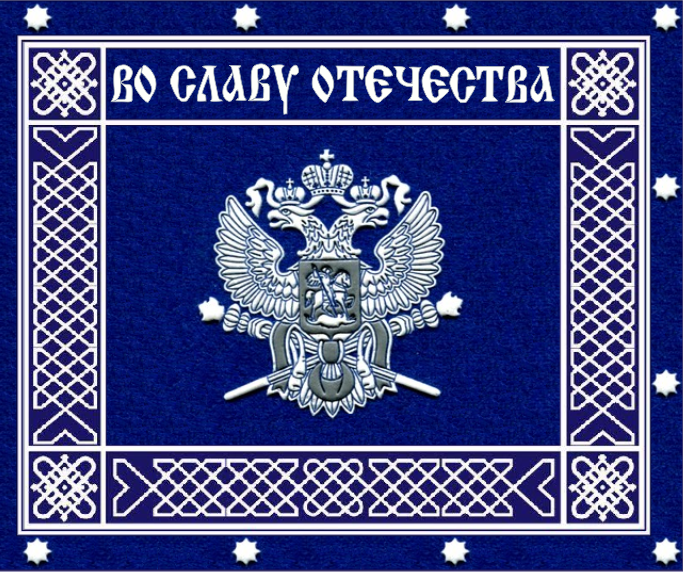
De registrerade kosackernas flagga.

Kosacksamfälligheter i Ryska federationen (ry: Государственный реестр казачьих обществ; Statligt registrerade kosacksamfälligheter) är sedan 1995 statligt erkända frivilligorganisationer med kosacktraditioner som åtagit sig att utföra tjänster åt det allmänna, dock utan att skapa paramilitära strukturer eller militära förband.

## Registrerade kosacker
Genom en federal lag 2005 definieras kosack som en rysk medborgare vilken är medlem i en erkänd kosacksamfällighet. Kosacksamfälligheternas medlemmar är registrerade som sådana i ett centralt statligt informationsregister. Kosacker som inte registrerat sig i detta register har inte rätt att utföra tjänster åt det allmänna.

## Verksamhet
Kosacksamfälligheternas verksamhet är enligt lagen definierad som följande:
1. Organisera militärpatriotisk utbildning av blivande värnpliktiga tillhörande kosacksamfälligheterna, förbereda dem för militärtjänsten samt vidareutbilda dem när de inträtt i reserven.
2. Delta i verksamheter för att förebygga och eliminera olyckor och naturkatastrofer, i det civila och territoriella försvaret samt i miljövården.
3. Medverka vid upprätthållande av allmän ordning, tillsyn av miljö- och brandsäkerhet, statsgränsens skydd och i kampen mot terrorismen.
4. Utföra andra uppgifter efter avtal med civila eller militära myndigheter på central, regional och kommunal nivå.

## Organisation
Högste ledare för kosackernas verksamhet är Ryska federationens president. Förvaltningsmyndighet är "Rådet för kosackerna under Ryska federationens president."
Kosacksamfälligheterna är organiserade med
- Lokala samfälligheter i städer, stanitsor och byar.
- Samfälligheter på rajonnivå.
- Samfälligheter på kretsnivå.
- Elva registrerade samfälligheter på kosackhärnivå.

Kosacksamfälligheterna är uppbyggda enligt principen om demokratisk centralism.

## Uniformer och utrustning
Registrerade kosacker har vissa särrättigheter, som att tilldelas tjänstgöringsgrader och bära gradbeteckningar, utmärkelsetecken, kosackuniformer, nagajkor (piskor), sablar och dolkar samt i vissa sammanhang skjutvapen.
| Organisationstecken | Kosacksamfällighet                  | Uniform | Huvudort                                                 |
|                     | Volgakosackhärens samfällighet      |         | Samara                                                   |
|                     | Sibiriska kosackhärens samfällighet |         | Omsk                                                     |
|                     | Bajkalkosackhärens samfällighet     |         | Tjita                                                    |
|                     | Terekkosackhärens samfällighet      |         | Stavropol                                                |
|                     | Ussurikosackhärens samfällighet     |         | Vladivostok                                              |
|                     | Kosacksamfälligheten Stora Donhären |         | Novotjerkassk                                            |
|                     | Jenisijkosackhärens samfällighet    |         | Krasnojarsk                                              |
|                     | Orenburgkosackhärens samfällighet   |         | The main headquarters is located in the city of Orenburg |
|                     | Kubankosackhärens samfällighet      |         | Krasnodar                                                |
|                     | Irkutskosackhärens samfällighet     |         | Irkutsk                                                  |
|                     | Centrala kosackhärens samfällighet  |         | Moskva                                                   |

## Kosackernas tjänstgöringsgrader
|  |       |          |                  |          |                  |                   |           |                   |
|  | Kasák | Prikásni | Mládsji urjádnik | Urjádnik | Stársji urjádnik | Mládsji váchmistr | Váchmistr | Stársji váchmistr |
|  |       |          |                  |          |                  |                   |           |                   |

|  |              |           |        |           |        |                     |                    |                  |
|  | Podchorúnsji | Chorúnsji | Sótnik | Podjésaul | Jesaúl | Vojskovoj starsjiná | Kazájitj polkóvnik | Kazátjij general |
|  |              |           |        |           |        |                     |                    |                  |